# Topľa
Topľa (maďarsky Tapoly, německy Töpl) je řeka na východním Slovensku, pravostranný přítok Ondavy.
Řeka pramení pod Minčolem v pohoří Čergov. Její prameniště se nachází na území národní přírodní rezervace Pramenisko Tople. Řeka odvodňuje povodí velké 1506 km² a protéká v délce 129,8 km přes Čergov , Ondavskou vrchovinu, Beskydské předhůří, Východoslovenskou pahorkatinu a Východoslovenskou rovinu. Do Ondavy se vlévá na katastrálním území obce Parchovany. Průměrný průtok je 8,3 m³/s (Hanušovce nad Topľou). Významné levostranné přítoky jsou Kamenec (ústí u Tarnova), Radomka a Čičava, pravostranné přítoky jsou Šibská voda, Lomnica a Olšava. Protéká městy Bardejov, Giraltovce, Hanušovce nad Topľou a Vranov nad Topľou.